# 黄宗会
黄宗会（1618年—1663年），字泽望，号缩斋，浙江余姚（现浙江省宁波余姚市）人。明末清初学者，经学家，世称“石田先生”。黄宗会与黄宗羲，黄宗炎并称“浙东三黄”，三人也是明清浙东学派的代表人物。

## 生平
黄宗会是明末崇祯年间的贡生，早年受业于兄长黄宗羲。明亡后黄专著学术，过着隐士般的生活。

## 著作
《缩斋文集》、《缩斋日记》、《学御录》、《成惟识论注》、《四明游录》等。
| 浙东三黄                 |
| ------------------------ |
| 黄宗羲 · 黄宗会 · 黃宗炎 |